# Infusionspumpe

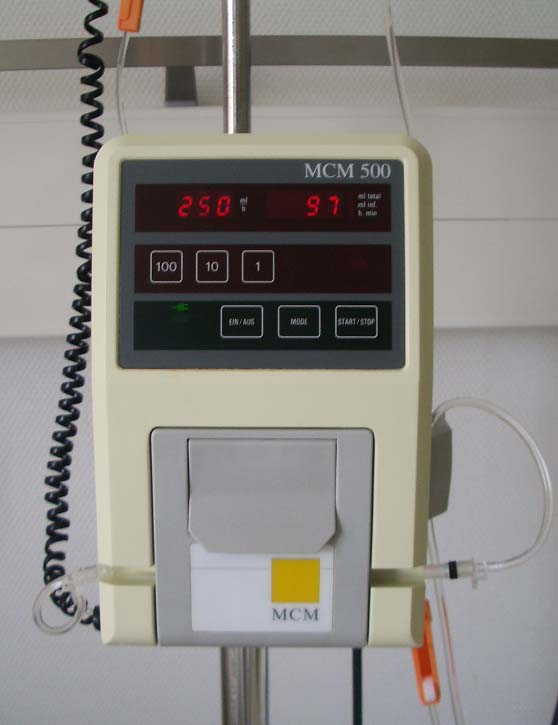
Infusionspumpe

Unter einer Infusionspumpe versteht man eine Dosierpumpe zur kontinuierlichen (überwiegend intravenösen) Verabreichung von Infusionen. In der klinischen Praxis wird häufig die Bezeichnung Infusomat (Markenname der B. Braun Melsungen AG) synonym verwendet.
Das Förderprinzip der Pumpen beruht größtenteils auf dem System der Schieberperistaltik, mit der ein gleichmäßiger Fluss mit geringer Pulsation und variabler Stärke erzeugt werden kann. Eine Wellenumdrehung der Peristaltik entspricht  dabei einem Arbeitsschritt, in dem durch die Kompression eines definierten Schlauchvolumens eine bestimmte Menge Infusionslösung dem Infusionssystem zugeführt wird. Daher auch die Bezeichnung Volumengesteuerte oder Volumetrische Pumpe.
Weitere Volumenkontrolle wird mitunter durch einen automatischen Tropfenzähler an der Luftfalle der Vorratsflasche bereitgestellt. Da die Viskosität und das Tropfenvolumen jedoch mit der eingesetzten Infusionslösung schwankt, ist damit der wirkliche Volumenfluss nur ungenau ermittelbar. Das System findet so nur noch in alten Geräten oder zur Füllstandsüberwachung des Vorratsgefäßes Verwendung. Aktuelle volumetrische Pumpen können so mit einer Genauigkeit von maximal ± 5 % eine Infusionsrate im Bereich von 1 bis maximal 1000 ml/h realisieren.

## Patientensicherheit
Die Schieberperistaltik ist nicht Teil des Infusionssystems und kommt damit nicht in direkten Kontakt mit der Infusionslösung. Es kann Einwegmaterial verwendet werden, ohne dass die Pumpe separat sterilisiert werden muss. Andere Pumpensysteme wie Membran- oder Kolbenpumpen haben sich vorrangig bei tragbaren Systemen durchgesetzt. Weitere Sicherheitsmerkmale sind neben dem Tropfensensor eine Durchflusssperre, die bei Öffnung der Pumpentür eine unkontrollierte Infusion verhindert, und ein Luftsensor, der die Pumpe bei Belüftung des Zugangs abschaltet.
Bei der Infusion über einen zentralen Venenkatheter verhindert die Infusionspumpe das Ansaugen von Infusionslösung durch einen negativen zentralen Venendruck. Infusionspumpen werden daher häufig in der Intensivmedizin eingesetzt.